# Eguren Ugarte
Eguren Ugarte es una histórica bodega familiar situada en Páganos, un municipio de la villa medieval de Laguardia, conocida también como “la milla de oro de la viticultura” en Rioja Alavesa. Pertenece a la Familia Eguren, con presencia en el mundo del vino desde 1870 y sus vinos se comercializan en más de veinticinco países. Sus propios viñedos, algunos con más de cien años de antigüedad, se reparten en más de 130 hectáreas en Rioja Alavesa.
Una de las características más genuinas de la bodega son sus cuevas subterráneas, dos kilómetros de calados que el público puede visitar. Estas cuevas, cuya temperatura y humedad se mantienen inalterables, son el lugar perfecto para mantener el vino en las mejores condiciones durante años después de su embotellado.

## Historia
En la Familia Eguren son agricultores del vino desde 1870 gracias a que Anastasio Eguren, oriundo de Vergara y comerciante chocolatero de profesión, se enamorase de Estefana y abandonase Guipúzcoa para asentarse en San Vicente de la Sonsierra.
Pascasio Pangua, un curandero que sanara a una de las hijas del matrimonio, fue cuidado y acogido por la Familia Eguren en sus últimos años y éste, en agradecimiento, legó sus viñedos a su familia de acogida.
Empieza así la tradición vitivinícola de la Familia Eguren en lo referente a cultivo y producción de vinos en 1870 de la mano del primogénito de Anastasio y Estéfana, Trifón al contraer matrimonio con Ascensión, también vecina de San Vicente.
La tercera generación vinatera de la Familia Eguren estuvo representada por Amancio Dionisio Eguren y su esposa Natalia Mendoza.
La cuarta, por Victorino Eguren Mendoza y Rosario Ugarte a los cuales les sobrevivieron cinco hijos: Natalia, Guillermo, Victorino, Gloria y Blanca.
La quinta generación presente hoy la encarnan Victorino Eguren Ugarte (San Vicente de La Sonsierra, La Rioja, 1934-Vitoria, 21 de abril de 2023) y su esposa, Mercedes Cendoya. Esta quinta generación representa el nexo entre la tradición de los ancestros y el emprendimiento mediante la comercialización y la apertura de miras.
La sexta generación coge el testigo de la mano de sus hijas: Asun y Mercedes, la tradición y el espíritu de agricultor innovador e internacionalizado, “agricultores del vino” de calidad para el mercado global.

## Vinos
Eguren Ugarte elabora vinos dentro de la Denominación de Origen Calificada Rioja, con un carácter y valores claramente diferenciados.
Además de vinos de año y los clásicos Crianza, Reserva, Cosecha... también elabora vinos monovarietales en los que se potencian las características de cada variedad de uva autóctona de Rioja. Otras de sus marcas más conocidas son Cuarenta, Cincuenta, Ochenta, Martín Cendoya, Anastasio y Cédula Real.

## Enoturismo
[[Archivo:]]
Eguren Ugarte cuenta con dos restaurantes y un departamento de enoturismo que ofrece visitas guiadas a la bodega y sus cuevas subterráneas, catas de vinos, celebración de bodas y eventos profesionales.
En 2010 inauguró dentro de la bodega un Hotel de 21 habitaciones, galardonado con el premio "Best Of de Turismo Vitivinícola 2010", en la categoría de alojamiento.

## Galería

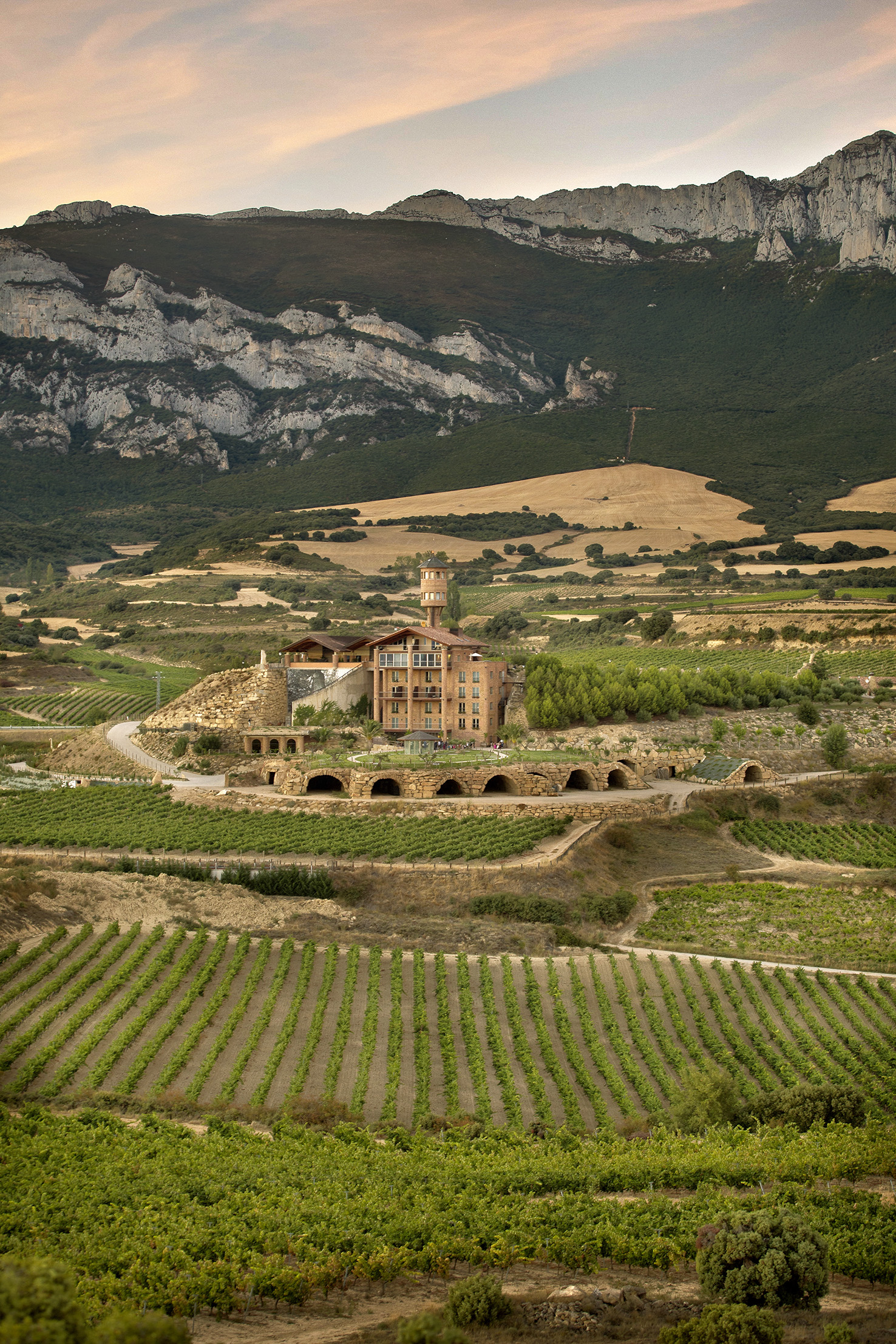
Hotel Eguren Ugarte
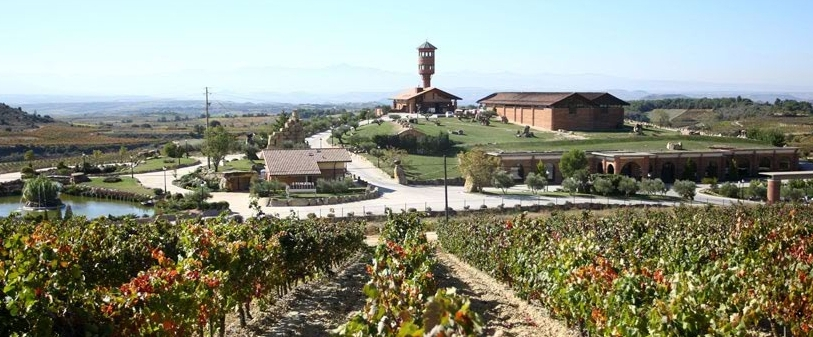
Viñedos Eguren Ugarte
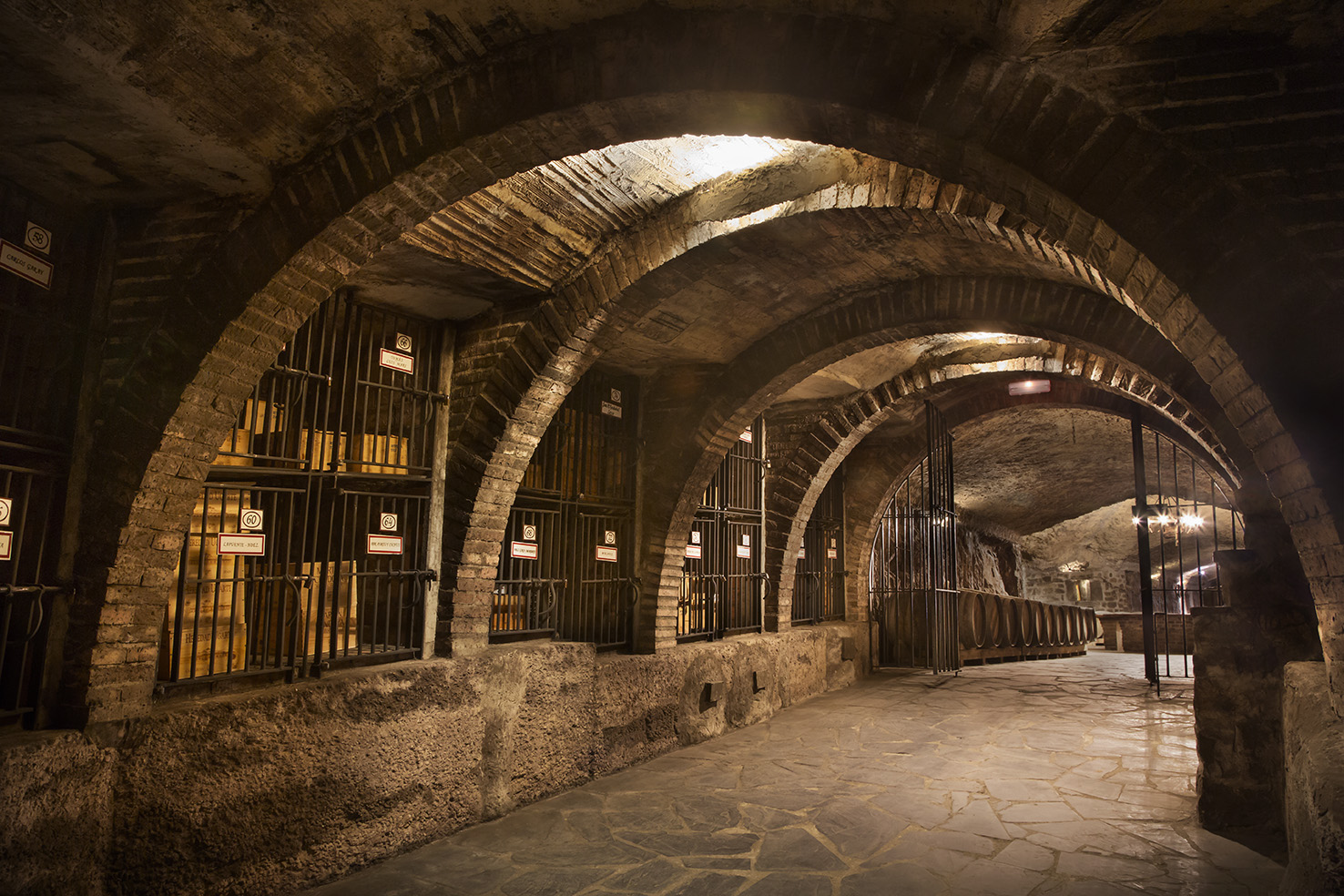
Cavas de la bodega Eguren Ugarte